# Direção-Geral de Reinserção e Serviços Prisionais
A Direcção-Geral de Reinserção e Serviços Prisionais ou DGRSP é um serviço dependente do Ministério da Justiça de Portugal, cuja missão é assegurar a gestão do sistema prisional português. A DGRSP é também frequentemente referida simplesmente como Serviços Prisionais ou SP.

## Organização
A DGRSP é dirigida por um Director-Geral, coadjuvado por quatro subdirectores-gerais, integrando os seguintes órgãos:
- Serviços centrais:
  - Conselho de Coordenação Técnica;
  - Serviço de Auditoria e Inspecção;
  - Gabinete Técnico-Jurídico;
  - Direcção de Serviços de Planeamento e Relações Externas;
  - Centro de Estudos e Formação Penitenciária;
  - Direcção de Serviços de Gestão de Recursos Humanos;
  - Direcção de Serviços de Gestão de Recursos Financeiros e Patrimoniais;
  - Direcção de Serviços de Medidas de Privação de Liberdade;
  - Direcção de Serviços de Segurança;
  - Centro de Competências para a Educação e a Dinamização Cultural e Sócio-Desportiva;
  - Centro de Competências para a Protecção de Cuidados de Saúde;
- Serviços externos:
  - Estabelecimentos prisionais.

A DGRSP integra, ainda a Guarda Prisional, cujos efectivos estão distribuídos pelos estabelecimentos prisionais e instalações centrais dos Serviços Prisionais.

## Estabelecimentos prisionais

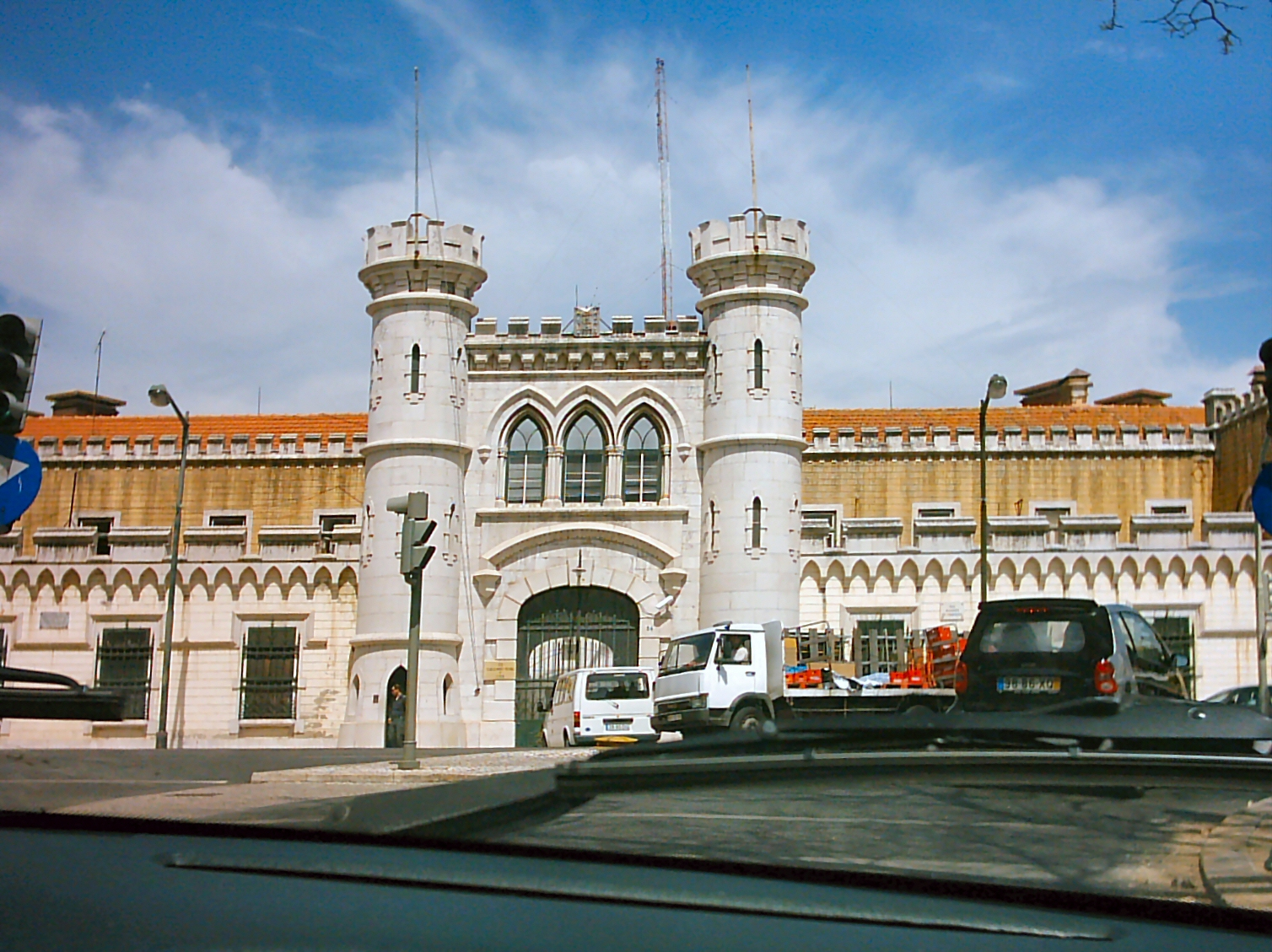
Estabelecimento Prisional de Lisboa.

Sob gestão da DGRSP, o sistema prisional português, integra os seguintes tipos de estabelecimentos para a execução de medidas privativas de liberdade:
1. Estabelecimentos prisionais centrais - destinados ao cumprimento de medidas de privativas de liberdade, superiores a seis meses;
2. Estabelecimentos prisionais regionais - destinados aos cumprimentos de medidas de prisão preventiva e de penas privativas de liberdade até seis meses;
3. Estabelecimentos prisionais especiais - destinados ao internamento de reclusos que careçam de tratamento específico, incluindo centros de detenção e estabelecimentos para jovens adultos, estabelecimentos para mulheres, hospitais prisionais e hospitais psiquiátricos prisionais.

Quanto à segurança, os estabelecimentos prisionais (EP) são classificados como:
- Estabelecimentos de segurança especial;
- Estabelecimentos de segurança alta;
- Estabelecimentos de segurança média.

O sistema prisional inclui:
1. No Distrito Judicial do Porto (Norte): 3 EP centrais, 9 EP regionais (incluindo o EP junto à Polícia Judiciária (PJ) no Porto) e 1 EP especial (EP feminino);
2. No Distrito Judicial de Coimbra (Beira): 2 EP centrais, 8 EP regionais (incluindo o EP junto à PJ em Coimbra) e 1 EP especial (EP para jovens adultos);
3. No Distrito Judicial de Lisboa (Vale do Tejo): 7 EP centrais, 6 EP regionais (incluindo o EP junto à PJ em Lisboa), 2 EP especiais (1 EP feminino e 1 hospital prisional) e 1 cadeia de apoio (dependente de 1 EP regional);
4. No Distrito Judicial de Évora (Alentejo e Algarve): 3 EP centrais, 7 EP regionais e 1 EP especial (EP para membros das forças de segurança ou outros reclusos que necessitem de medidas especiais de protecção).

## Corpo da Guarda Prisional
Os Serviços Prisionais integram uma força de segurança, o Corpo da Guarda Prisional, que assegura a vigilância e a segurança dos estabelecimentos prisionais e das outras instalações da DGSP. A Guarda Prisional é, ainda, encarregue do transporte e guarda de reclusos, da custódia de detidos fora dos estabelecimentos prisionais e da recaptura de reclusos.
A Guarda Prisional inclui mais de 4000 efectivos, que constituem cerca de 2/3 do pessoal da DGSP. Como órgão superior existe o Conselho Superior da Guarda Prisional, presidido pelo director-geral dos Serviços Prisionais, que se destina dar pareceres e a pronunciar-se sob o funcionamento do Corpo.
Em cada instalação dos Serviços Prisionais existe um efectivo da Guarda Prisional, chefiado por um comissário (nos serviços centrais, GISP, EP centrais e EP especiais) ou por um chefe principal ou chefe (nos EP regionais e GOC). Nos estabelecimentos prisionais, os chefes da Guarda Prisional estão subordinados ao, respectivo, director.
O Corpo da Guarda Prisional integra, ainda, duas Unidades Especiais, o Grupo Operacional Cinotécnico (GOC), é a Unidade especialmente preparada para a utilização de canídeos em patrulha, manutenção ou reposição da ordem prisional e detecção de substâncias e objectos ilícitos e o Grupo de Intervenção e Segurança Prisional (GISP), agrupamento de operações especiais, à ordem do Director-Geral. O GISP inclui unidades tácticas, designadas "esquadrões de intervenção e segurança".